# Ferdinando Primo
Die Ferdinando Primo (italienisch Ferdinand I.) war das erste mit Dampfantrieb ausgestattete Schiff im heutigen Italien und im Mittelmeer. Es fuhr von 1818 bis 1820 unter der Flagge des Königreich beider Sizilien mit Heimathafen Neapel und war nach Ferdinand I., dem König beider Sizilien, benannt.

## Vorgeschichte
Ferdinand I. war ein Techniker aus Passion und wollte den technischen Fortschritt seines Landes vorantreiben. So erteilte er am 17. Januar 1817 dem französischen Reeder Pierre Andriel eine Konzession zum Betrieb einer regelmäßigen Seeverbindung zwischen Neapel und Marseille, welche auch die Häfen Genua, Livorno und Civitavecchia ansteuern sollte. Zu diesem Zweck wurde 1818 ein Segelschiff mit integrierter Dampfmaschine in Auftrag gegeben – die Ferdinando Primo.

## Stapellauf und technische Daten
Das Schiff erlebte seinen Stapellauf am 24. Juni 1818 auf der Werft Stanislao Filosa in Neapel. Es handelte sich um einen Dreimaster mit Rahschoner-Takelage, an allen drei Masten hingen Schratsegel und am Fockmast zusätzlich Rahsegel, wobei der dünne Schornstein gleichzeitig den mittleren Mast bildete. Die britische Seiten-Balancier-Dampfmaschine mit zwei Zylindern leistete 45 PS und war im vorderen Mittelschiff untergebracht. Direkt davor, im Vorschiff, logierten die Passagiere im in einem Gemeinschaftssalon zu 50. Achtern gab es außerdem noch 16 Einzelkabinen. Das Schiff war 38,80 Meter lang und 6,15 m breit; es wog aufgrund der damals vorherrschenden Holzbauweise nur 115 t.

## Die ersten Fahrten
Unter dem Kommando von Kapitän Giuseppe Libetta absolvierte die Ferdinando Primo am 27. September 1818 ihre Jungfernfahrt von Neapel nach Genua. Obwohl für die Reise fast ein Monat gebraucht wurde, bereiteten die Genuesen ihr einen triumphalen Empfang. Von Genua aus fuhr sie weiter nach Marseille und war der erste Dampfer überhaupt, der jemals (am 4. November 1818) in diesen Hafen eingelaufen ist.

## Ausmusterung
Die Ferdinando Primo war nur wenige Jahre im Dienst, bereits im März 1820 machte sie ihre letzte Reise und wurde 1824 durch den Dampfer Real Ferdinando ersetzt, der auf dem Clyde gebaut worden war. Hauptgrund waren sicherlich diverse Mängel dieses Schiffes, welches immerhin als absoluter Prototyp seiner Zeit entworfen worden war. Als Demonstrationsobjekt des Fortschritts hatte sie ihre Pflicht jedenfalls getan.